# Markus Pekoll
Markus Pekoll (Schladming, 13 de octubre de 1987) es un deportista austríaco que compite en ciclismo de montaña en la disciplina de descenso. Ganó dos medallas en el Campeonato Europeo de Ciclismo de Montaña, oro en 2013 y bronce en 2010.

## Medallero internacional
| Campeonato Europeo | Campeonato Europeo   | Campeonato Europeo | Campeonato Europeo |
| Año                | Lugar                | Medalla            | Competición        |
| ------------------ | -------------------- | ------------------ | ------------------ |
| 2010               | Hafjell (Noruega)    | Medalla de bronce  | Descenso           |
| 2013               | Pamporovo (Bulgaria) | Medalla de oro     | Descenso           |